# William Petrie
William Petrie (* 21. Januar 1821 in Kings Langley; † 1904) war ein englischer Erfinder, der mehrere verbesserte Bogenlampen entwickelte.

## Leben

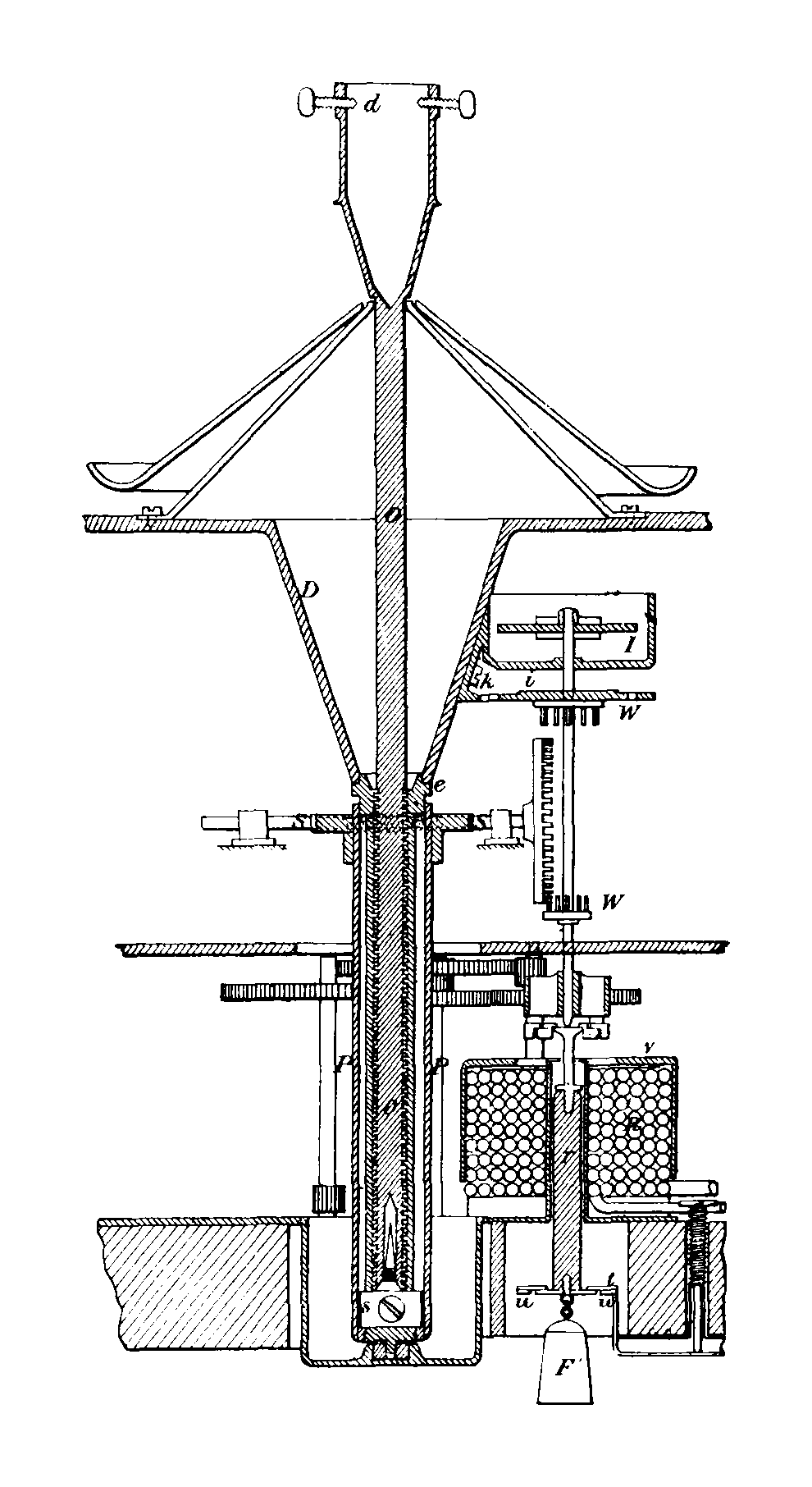
Staites und Petries Lampe von 1847

Der an Chemie interessierte Petrie besuchte in seiner Kindheit und Jugend öfters das einige Kilometer weit entfernte Labor von John Herschel. Nachdem seine Familie 1837 nach London umgezogen war, studierte Petrie Mathematik und Chemie am King’s College London. Daraufhin forschte er in Frankfurt am Main an Magnetismus und Elektrizität. Nach seiner Rückkehr nach England erhielt er 1841 und 1852 Patente für elektromagnetische Stromerzeuger.
1847 traf Petrie auf William Edwards Staite und arbeitete fortan mit ihm zusammen. Petrie entwickelte die erste völlig selbstregulierende Bogenlampe. Dabei änderten Elektromotoren die Entfernung zwischen den Elektroden in Abhängigkeit von der Stromstärke. Petries Lampe war wesentlich heller und stromsparender als Staites älteres Modell, dennoch blieb der Batterieverbrauch zu hoch. Staite patentierte diese Lampe 1847 unter seinem alleinigen Namen, versprach Petrie jedoch, ihn bei zukünftigen Patenten zu berücksichtigen.
Auch das nächste verbesserte Modell der Lampe wurde 1848 nur unter Staites Namen veröffentlicht. Die Lampe wurde mehrmals öffentlich vorgeführt, darunter während einer Aufführung im Her Majesty’s Theatre. Dies war wahrscheinlich der erste kommerzielle Erfolg des elektrischen Lichts in England. Eine weitere selbstregulierende Lampe wurde etwa zur selben Zeit in Frankreich veröffentlicht. Eine von der Académie des sciences eingesetzte Kommission zur Klärung der Patentansprüche entschied zugunsten Staites. Petrie verbesserte die Lampe weiter und erhielt darauf 1849 zusammen mit Staite ein Patent.
Nach Staites Tod im Jahr 1854 beschäftigte sich Petrie nicht mehr mit dem elektrischen Licht und wandte sich anderen Forschungsfeldern zu.